# Coridothymus
Coridothymus  é um gênero botânico da família Lamiaceae.

## Espécie
- Coridothymus capitatus

## Nome e referências
Coridothymus Reichb.f